# ZoneAlarm
ZoneAlarm is een firewall die oorspronkelijk werd ontwikkeld door Zone Labs, een bedrijf dat in 2004 werd overgenomen door Check Point. Het programma bevat een Intrusion detection system en de mogelijkheid om programma's te controleren die een verbinding maken met internet. De firewallapplicatie is beschikbaar voor Windows.